# Iris Bodemer
Iris Bodemer (Paderborn, 1970) is een Duits beeldend kunstenaar die actief is als edelsmid en sieraadontwerper. Zij leeft en werkt in Pforzheim.

## Biografie
Bodemer is opgeleid aan het Berufskolleg für Formgebung (1989-1992) en de Hochschule für Gestaltung (1992-1996) te Pforzheim en aan het Sandberg Instituut te Amsterdam (1997-1998).
Het werk van Bodemer kenmerkt zich door een grote verscheidenheid aan materialen en vormen. Zo past zij onder meer zilver, hennep, katoen, edelstenen, koraal, zink, en koper toe in haar broches, ringen en halssieraden. In 2014 ontving ze de Herbert Hofmann-Preis.

## Tentoonstellingen (selectie)
- 2014 - Sieraden: Iris Bodemer & Ute Eitzenhöfer, CODA, Apeldoorn